# Jisatsu ganbō
Jisatsu ganbō (自殺願望?, Jisatsu ganbō) è il secondo album della band visual kei giapponese Dué le quartz.

## Tracce
Tutti i brani sono testo e musica di Miyabi, tranne dove indicato.

Dopo il titolo è indicata fra parentesi "()" la grafia originale del titolo, eventuali note sono riportate dopo il punto e virgola ";".
1. Utakata no... yume? (ウタカタノ．．．夢??) - 5:04
2. Monochrome (Monochrome?) - 5:01
3. Manji karame (卍搦め?) - 3:43
4. 4 gatsu 1 tachi, kabatake ni te... (４月１日、花畑にて...?) - 4:12
5. Jisatsu ganbō (自殺願望?) - 4:40 (Sakito - Kikasa); il CD è composto da 99 tracce, di cui le prime quattro sono le prime quattro canzoni, la 69a è Jisatsu ganbō e tutte le altre sono due secondi di silenzio

## Formazione
- Sakito (Sakito?) - voce
- Miyabi (雅〜みやび〜?) - chitarra e voce death
- Kikasa (キカサ?) - basso
- KAZUKI (KAZUKI?) - batteria